# Jeanne-Marie Leprince de Beaumont
Jeanne-Marie Leprince de Beaumont, (Rouen, 26 d'abril de 1711 - Chavanod, 8 de setembre de 1780) fou una pedagoga, periodista i escriptora francesa de la Il·lustració. Autora d'una seixantena de volums de contes per a nens, esdevinguts clàssics de la literatura infantil i juvenil, i del que es consideren les primeres revistes educatives per a nens, és autora de la versió més coneguda de La bella i la bèstia.
Es considera De Beaumont una de les primeres autores d'aquest gènere a Europa, tot i que també va tractar amb interès els temes sociopolítics coetanis. La seva tasca pedagògica s'inscriu també en l'incipient interès de la Il·lustració per la formació i instrucció de les dones a partir de mitjan segle XVIII.

## Biografia
Filla de Jean-Baptiste Leprince i de Marie-Barbe Plantart, i germana del pintor Jean-Baptiste Leprince, perdé la seva mare molt jove i el seu pare es tornà a casar diverses vegades. Passà deu anys (1725-1735) a l'internat de les dames d'Ernemont. Un cop completats els seus estudis, i havent-s'hi iniciat també com a professora, en comptes de fer-se monja, com s'esperava, va deixar l'escola conventual i es va establir a Metz, França, on residia el seu pare amb la seva tercera esposa.
Va obtenir llavors un lloc prestigiós com a professora de cant per a nens a la cort del duc de Lorena, Estanislau I de Polònia, a Lunéville. I després d'aquest període, va deixar França per convertir-se en institutriu a Londres.

## Obra literària i periodística
La seva obra recolza en la defensa de la fe catòlica, lliure de retòrica, i la raó científica i els drets humans. D'altra banda, ja en els seus primers escrits lamenta que l'educació de les noies tendeixi deliberadament a mantenir-les en la ignorància. I promou per a elles, joves alumnes i lectores, una instrucció que els permeti pensar per si mateixes.
De Beaumont va publicar entre 1750 i 1752 la revista Le Nouveau Magasin français, ou Bibliothèque instructive et amusante, i va contribuir amb articles al diari britànic The Spectator durant els seus anys a Londres.
Durant la seva estada a les corts reials, de Beaumont es va comunicar regularment amb figures socials influents, entre les quals Emilie du Châtelet i Françoise de Graffigny, que publicarien obres pròpies després de les primeres publicacions de de Beaumont. També va intercanviar discussions sobre ideologia i religió amb Voltaire, que es va convertir en un col·laborador freqüent del seu Nouveau Magasin Français, proporcionant assajos, cartes, poemes i el seu conte Babouc. De fet, fragments de l'obra de teatre Cénie (1750) de Graffigny també van aparèixer publicats en aquesta revista, al febrer de 1751. La seva posició com a institutriu i escriptora dins de l'alta societat a Anglaterra i França li va permetre conèixer persones amb una reputació educada i reeixida dins dels seus camps d'interès.
Durant aquest temps, va escriure moltes obres originals de ficció i no-ficció. Va publicar aproximadament setanta volums durant la seva carrera literària. La seva primera obra, la novel·la moralista, El triomf de la veritat (Le Triomphe de la vérité), es va publicar el 1748. Però les més famoses van ser les col·leccions titulades Magasin des enfants, publicades el 1758, que incloïen la seva versió de La Bella i la Bèstia, el Magasin des adolescents, el 1760, les Instructions pour les jeunes dames, el 1764, i Les Américaines el 1770.
El Magasin des enfants es donà a conèixer àmpliament a Anglaterra, però ben aviat la seva fama es propagà a part d'Europa i s'editaria a La Haia, Berlín, Berna, Sant Petersburg, Madrid, Lisboa, i altres grans ciutats europees. Totes aquestes obres van ser escrites com a manuals instructius per a pares i educadors d'estudiants des de la infància fins a l'adolescència, principalment per a noies joves. També va escriure per a altres públics com ara nois, artistes i persones que vivien en la pobresa o en zones rurals. Va ser una de les primeres a incloure els contes populars com a eina moralista i educativa en els seus escrits. El seu interès pels contes populars la va portar a escriure la seva versió abreujada de La Bella i la Bèstia, originalment anomenada La Belle et la Bête, adaptada de l'original de Gabrielle-Suzanne Barbot de Villeneuve. Aquesta versió es va publicar el 1757 i es considera la versió més popular del conte clàssic.
De Beaumont també va escriure diverses novel·les, com ara Lettres de Madame du Montier i Memoires de Madame la Baronne de Batteville, totes dues publicades el 1756. Després, va publicar Civan, roi de Bungo, histoire japonaise, ou tableau de L'éducation d'un prince, totes el 1758. Finalment, La Nouvelle Clarice, histoire véritable es va publicar el 1768 i Lettres d'Emerance a Lucie, el 1774. La Nouvelle Clarice, histoire véritable va ser una novel·la que va escriure com a resposta a la novel·la original Clarissa ou l'histoire d'une jeune femme, de Samuel Richardson. En la seva versió, el personatge femení principal mantenia més control sobre la seva vida i la seva llibertat individual.
Després d'una reeixida carrera editorial a Anglaterra, va deixar el país el 1763 i va tornar a França. Primer va viure a Savoia, prop de la ciutat d'Annecy, i després es va traslladar a Avallon, prop de Dijon, el 1774, fins a la seva mort, el 1780.

## La Bella i la Bèstia
La versió de De Beaumont del conte de fades clàssic La Bella i la Bèstia, que es va publicar per primera vegada el 1756, és descrita per Joan Hinde Stewart com «l'obra de ficció més coneguda publicada per qualsevol dona al segle XVIII».

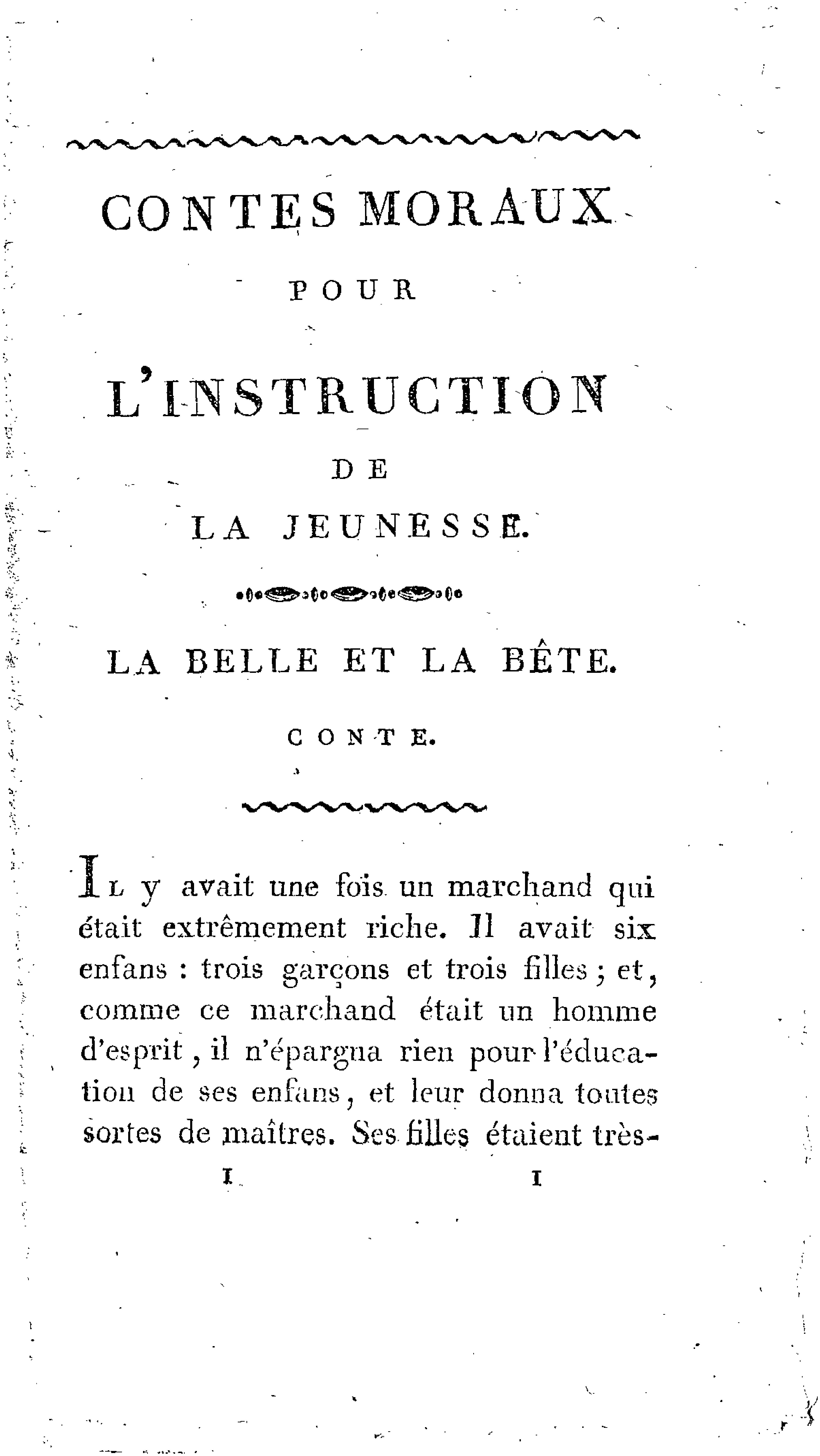
Contes morals per a la instrucció del jovent. «La Bella i la Bèstia», de Leprince de Beaumont

Va ser reinventada a partir del text original recollit per Gabrielle-Suzanne de Villeneuve al 1740. Totes dues històries comencen amb un ric comerciant que té diversos fills i filles. Un cop perd la seva fortuna, tots han d'anar a viure en una petita casa lluny de la ciutat. Es diu que la filla més jove, la Bella, és bella i intel·ligent; en contrast amb les seves altres germanes, que són malcriades i rancoroses. Quan el seu pare ofèn la Bèstia al bosc, la Bella s'ofereix voluntària per respondre a l'ofensa tornant a casa de la Bèstia i quedant-se amb ell. Al castell de la Bèstia, la tracten com una reina. Cada nit, la Bèstia li demana que sigui la seva núvia, però ella s'hi nega constantment. Amb el temps, arriben a entendre's i s'aficionen a la companyia mútua. Quan la Bella demana tornar a casa per visitar la seva família, la Bèstia hi accedeix. La Bella afirma que tornarà al cap de dos mesos. Quan s'oblida de tornar dins del termini promès, la Bèstia comença a morir de tristesa per haver-la perdut. La Bella torna amb ell i li confessa el seu amor acceptant casar-se amb la Bèstia. La Bèstia es transforma en un príncep, i la Bella descobreix que estava encantat per una terrible maledicció.
La diferència més gran entre tots dos contes és com de Beaumont utilitza el diàleg per incorporar lliçons morals per educar els joves lectors. Per exemple, al final del conte a la versió de de Beaumont, les dues cruels germanes de la Bella van ser castigades a viure com a estàtues lapidades fins que haguessin acceptat els seus defectes. De Beaumont tenia una clara comprensió que els contes de fades són una eina útil per ensenyar als joves lectors lliçons de vida sense que se n'adonin. Per a ella, els contes de fades eren una manera productiva de disfressar els moments d'aprenentatge mentre els nens s'involucraven en els elements extraordinaris del folklore.
La popularitat de la seva versió de La Bella i la Bèstia i el reconeixement com a «versió original»  poden ser atribuïdes també a la síntesi que en va fer de Beaumont, escurçant considerablement la de Villeneuve, de 200 pàgines a 25, desproveint-la de la sofisticació que tenia i dotant-la de la ingenuïtat aparent, amb la lleugeresa poètica que li és característica, sense noms propis, històries laterals o detalls superflus. La seva capacitat per reinventar altres obres publicades de folklore amb consideracions moralitzants i publicar-les dins d'una col·lecció fàcilment condensada va ajudar a construir una recepció generalitzada de les seves obres a tot Europa. I així, el conte de La Bella i la Bèstia s'ha reimaginat durant segles, des de la seva primera publicació.

## Vida personal
Al 1743, a Lunéville, es casà, però aquesta unió desgraciada acabà en divorci el 1745 arran de la vida llicenciosa del seu marit, Grimard de Beaumont, tot i que ella en mantindria el cognom. Poc després va tenir la seva filla Elisabeth.
Mentre era a Londres, va conèixer Thomas Tyrell, i sembla que van viure junts fins que ella va tornar a França només amb la seva filla Elisabeth i el seu gendre Nicolas Moreau. La major part de la seva vida un cop a França està documentada a les cartes que va escriure a Tyrell del 1763 al 1775, que es conserven a la biblioteca municipal de Vire, França.
Es va instal·lar a Avallon, abans de morir. Li van sobreviure la seva filla, Elisabeth, el seu gendre Nicolas Moreau i sis néts, un dels quals més tard donaria a llum el seu besnet, Prosper Mérimée.

## Obra
- Le Triomphe de la vérité, et Mémoires de M. de La Villette, 1748;
- Lettre en réponse à l'Année merveilleuse, 1748;
- Le Nouveau Magasin François, et Bibliothèque instructive et amusante, 1750-51;
- Lettres de Mme Du Montier à la marquise de ***, sa fille, avec les réponses, où l'on trouve les leçons les plus épurées et les conseils les plus délicats... pour servir de règle dans l'état du mariage, 1756;
- La bella i la bèstia (La Belle et La Bête), 1757
- Magasin des adolescentes, et Dialogues d'une sage gouvernante avec ses élèves de la première distinction, 1760;
- Principes de l'histoire sainte, mis par demandes et par réponses, pour l'instruction de la jeunesse, 1761;
- Instructions pour les jeunes dames qui entrent dans le monde et se marient, leurs devoirs dans cet état et envers leurs enfans, 1764;
- Lettres d'Emerance à Lucie, 1765;
- Mémoires de Madame la Baronne de Batteville et la Veuve parfaite, 1766;
- La Nouvelle Clarice, histoire véritable, 1767; roman épistolaire d'après le roman de Samuel Richardson, Clarisse Harlowe, 1748;
- Magasin des enfants, et Dialogues d'une sage gouvernante avec ses élèves de la première distinction, dans lesquels on fait penser, parler, agir les jeunes gens suivant le génie, le tempérament et les inclinations d'un chacun... on y donne un abrégé de l'histoire sacrée, de la fable, de la géographie, etc., le tout rempli de réflexions utiles et de contes moraux, 1756-Londres;
- Magasin des pauvres, artisans, domestiques et gens de campagne, 1768;
- Les Américaines, et la Preuve de la religion chrétienne par les lumières naturelles, 1770;
- Éducation complète, et Abrégé de l'histoire universelle, mêlé de géographie et de chronologie, 1772;
- Contes moraux, 1774;
- La Dévotion éclairée, et magasin des dévotes, 1779.
- La Veuve et ses deux filles, Data desconeguda